# Alois Jirásek
Alois Jirásek (Hronov, 1851. augusztus 23. – Prága, 1930. március 13.) cseh regényíró. Történelmi regényei tették ismertté. Számos művét megfilmesítették. A cseh realista dráma megteremtőjének tartják.

## Életpályája
A prágai egyetemen történelmet tanult. 1873-tól kisebb, történelmi hátterű novellákat írt. Mint litomyšli gimnáziumi tanár adta ki első nagystílű munkáját, 1876-ban. Később Prágában tanított. 1917-ben ő fogalmazta meg a cseh írók Függetlenségi Kiáltványát. Az első világháború után Jirásek a Nemzeti Demokrata Párt képviselője volt a prágai nemzetgyűlésben.
Történelmi regényei tették hazájában népszerűvé. Több művében foglalkozott a huszitizmus történetével. Régi cseh mondák című mondaparafrázisaiból Jiří Trnka készített bábfilmet.

## Magyarul
- A kutyafejűek. Történelmi regény; ford. Németh László; Szépirodalmi, Bp., 1951
- Sötétség. Regény; ford. Németh László; Szépirodalmi, Bp., 1953
- Mindenki ellen. Regény; ford. Németh László, bev., jegyz. Szalatnai Rezső; Szépirodalmi, Bp., 1954 (A világirodalom klasszikusai)
- Régi cseh mondák; ford. Zádor András, bev. Kovács Endre; Csehszlovákiai Kiadó, Bratislava, 1954
- A kincs; ford. Tóth Tibor; Szlovák Szépirodalmi, Bratislava, 1956 (Cseh remekírók)
- Vojnárné. Színmű; ford. Lepkó Alisz; SDLZ, Bratislava, 1958
- Vitézek, zsoldosok, és huszárok. Elbeszélések; ford., utószó Szalatnai Rezső; Európa, Bp., 1959
- Erdei magány. Színmű; ford. Bártfai László; LITA, Bratislava, 1974

## Emlékezete

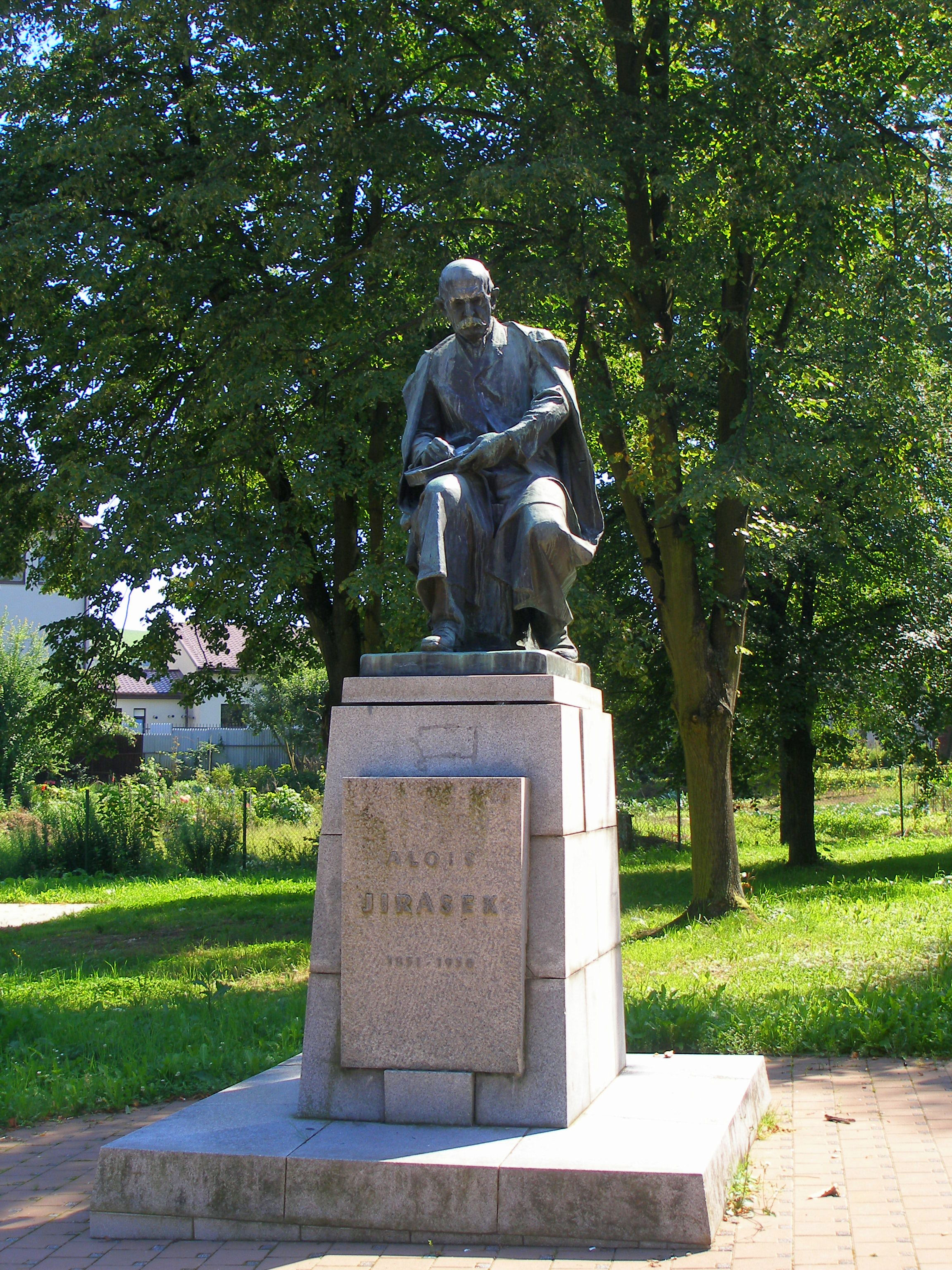
Szobra Bártfán

- Prágában hidat neveztek el róla (Jiráskův most; építette Vlastislav Hofman 1933-ban)
- A róla elnevezett téren (Jiráskovo namesti 1.) áll az író lakóháza, amelyben 1903 és 1930 között alkotott. A ház előtt áll Alois Jirásek emlékműve (K. Pokorny és J. Fragner műve, 1960).[1]